# Colette Codaccioni
Colette Codaccioni (ur. 11 czerwca 1942 w Winnezeele) – francuska polityk i samorządowiec, parlamentarzystka, w 1995 minister.

## Życiorys
Studiowała na wydziale medycyny w Lille. W 1963 zatrudniona jako położna w szpitalnym centrum uniwersyteckim CHU Lille. W 1976 została kierownikiem centrum planowania i edukacji rodziny, a w 1979 członkinią stałej rady do spraw higieny społecznej przy ministrze zdrowia.
Zaangażowała się w działalność polityczną w ramach gaullistowskiego Zgromadzenia na rzecz Republiki. Pełniła różne funkcje w partyjnej strukturze, w 1989 została sekretarze krajowym do spraw solidarności. W pierwszej połowie lat 80. wybrana na radną miejską w Lille, w 1995 uzyskała mandat radnej Faches-Thumesnil, a w 1992 została radną departamentu Nord.
W 1993 została wybrana na posłankę do Zgromadzenia Narodowego X kadencji. W maju 1995 premier Alain Juppé powierzył jej urząd ministra do spraw solidarności pokoleń. Sprawowała go do listopada tegoż roku, nie wchodząc w skład nowego gabinetu tego premiera. W 1998 została radną regionu Nord-Pas-de-Calais. Po zakończonej w 2004 kadencji wycofała się z działalności politycznej.